# Lew Dowator

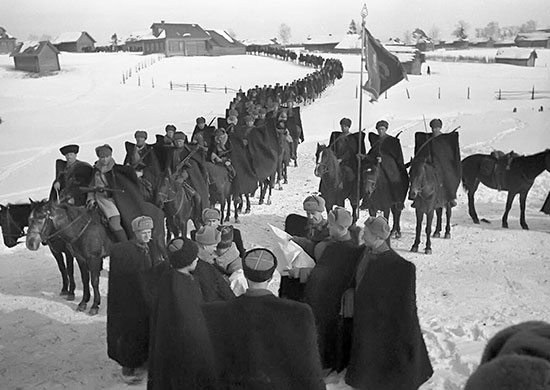
Generał Lew Dowator z kawalerzystami

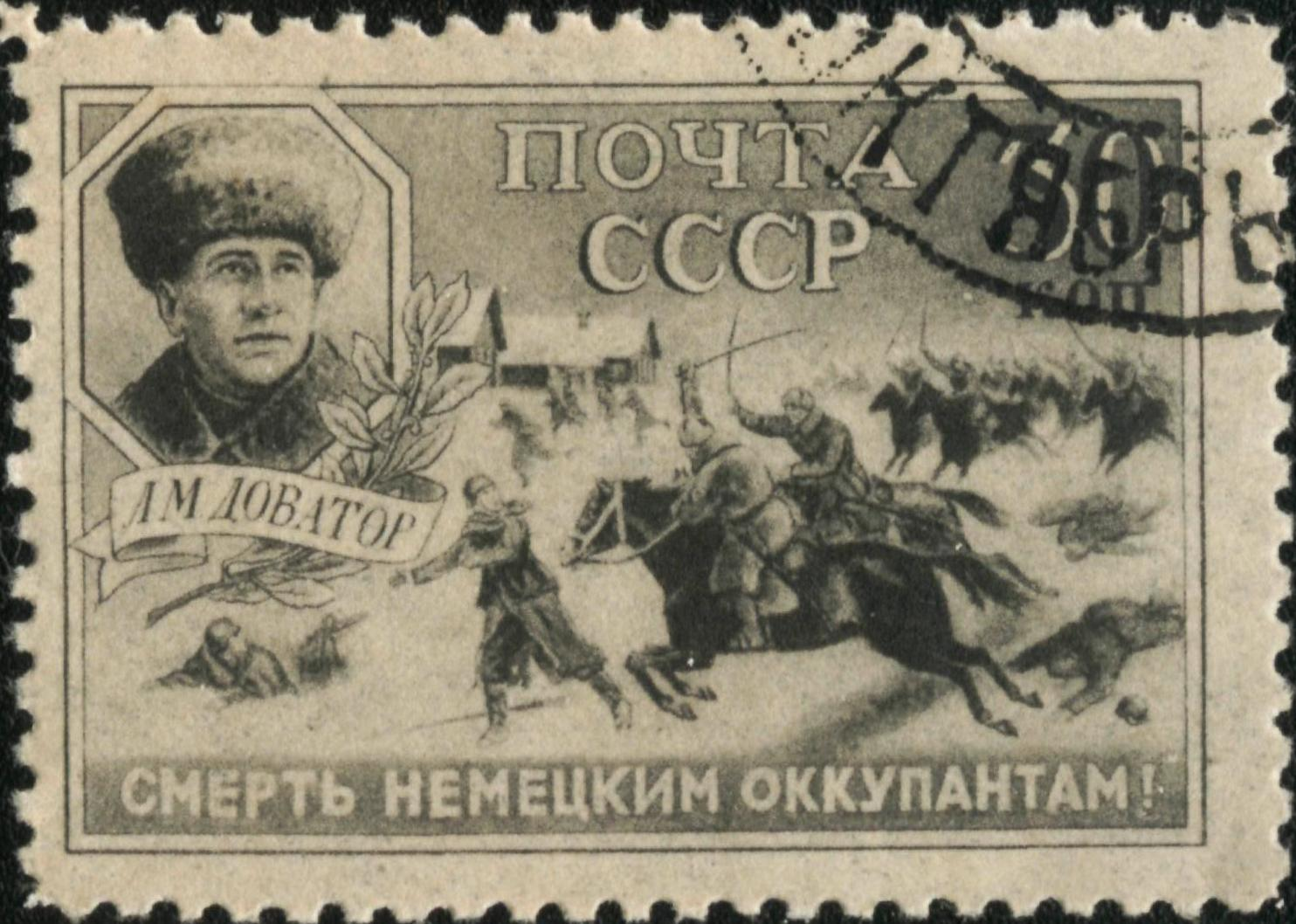
Znaczek pocztowy z 1942 roku poświęcony gen. Dowatorowi i jego kawalerii

Lew Michajłowicz Dowator (ros. Лев Михайлович Доватор; ur. 7 lutego?/20 lutego 1903 w Chotino, zm. 19 grudnia 1941 pod Palaszkino) – radziecki generał narodowości białoruskiej, Bohater Związku Radzieckiego.

## Życiorys
Urodził się we wsi Chotino w obwodzie witebskim w białoruskiej rodzinie chłopskiej.
W 1924 roku wstąpił na ochotnika do Armii Czerwonej. W 1926 roku ukończył szkołę oficerską kawalerii, następnie pełnił funkcję dowódcy plutonu, instruktora politycznego i komisarza szwadronu kawalerii. Uczestniczył w realizacji filmu Aleksander Newski jako konsultant i kaskader w scenie pojedynku na lodzie. W 1939 roku ukończył Akademię Wojskową im. Michaiła Frunzego, a następnie był szefem sztabu pułku i brygady kawalerii.
Podczas agresji Niemiec na ZSRR był w dyspozycji sztabu Frontu Zachodniego. W sierpniu 1941 roku został dowódcą Grupy Kawalerii składającej się z dwóch dywizji – 50 i 53 Dywizji Kawalerii, w skład których wchodziły pułki Kozaków. Na czele tej grupy dokonał rajdu na tyły wojsk niemieckich atakujących na kierunku moskiewskim, przebywając odległość 100 km na tyłach wojsk niemieckich. 
Po powrocie zza linii frontu walczył na kierunku wołokołamskim w składzie 16 Armii, sprawnie wywiązując się z obrony długiej linii frontu ciągnącej się od Wołokołamska aż do zbiornika na rzece Wołdze. W dniu 20 listopada 1941 roku został dowódcą 3 Korpusu Kawalerii utworzonego na bazie jego Grupy Kawalerii. Już w dniu 27 listopada korpus został przemianowany na 2 Gwardyjski Korpus Kawalerii.
W dniu 11 grudnia 1941 roku dowodzony przez niego korpus został przerzucony w rejon Kubinki, powtórnie przeszedł linię frontu i rozpoczął rajd na tyłach wojsk niemieckich. Lew Dowator stosował się do zasady, że dowódca powinien być zawsze na czele oddziału i dlatego na swym wałachu Kazbek był zawsze na pierwszej linii. Poległ w wyniku ostrzału z karabinu maszynowego 19 grudnia 1941 w czasie ataku na wieś Palaszkino, nad rzekę Ruza. 
W dniu 21 grudnia 1941 roku został pośmiertnie wyróżniony tytułem Bohaterem Związku Radzieckiego.
Został pochowany na cmentarzu Nowodziewiczym.

## Awanse
- generał major (11 września 1941)

## Ordery i odznaczenia
- Medal „Złota Gwiazda” Bohatera Związku Radzieckiego (21 grudnia 1941 – pośmiertnie)
- Order Lenina (dwukrotnie - 3.11.1941[5], 21.12.1941)
- Order Czerwonej Gwiazdy (9.08.1941[6])
- Medal „Za obronę Moskwy” (14.02.1945[7] - pośmiertnie)

## W literaturze
W latach 1952–1953 Wydawnictwo MON opublikowało przekład dwutomowej radzieckiej książki Pawła Fiodorowa Generał Dowator.